# Santiago del Val

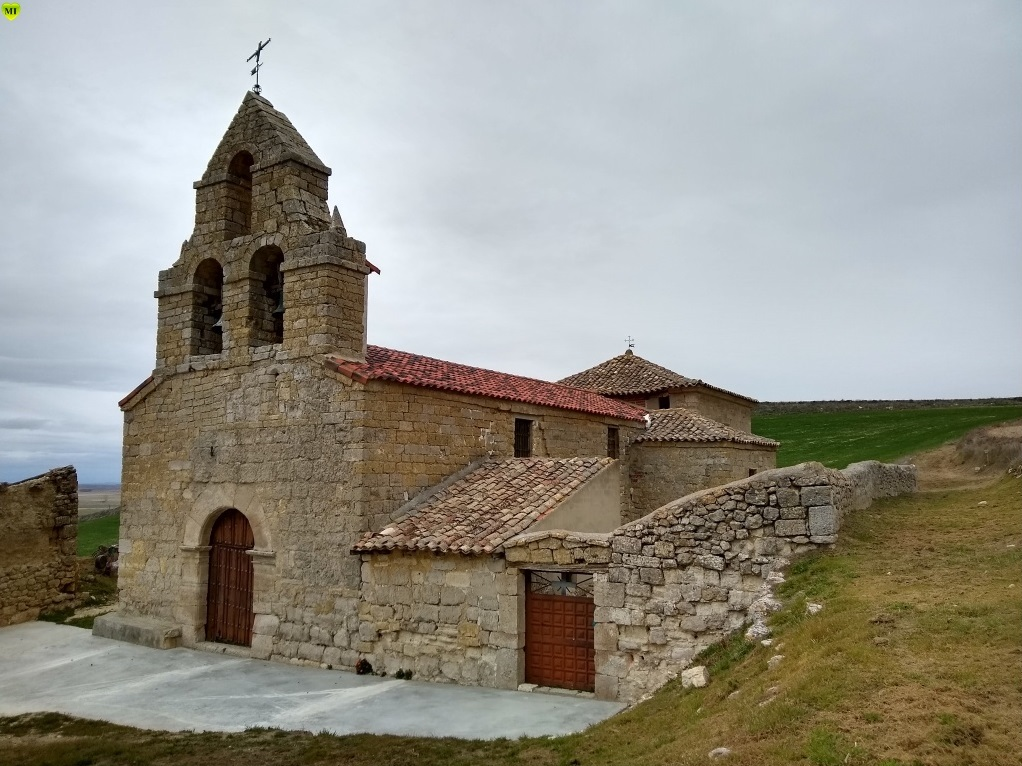
Iglesia parroquial

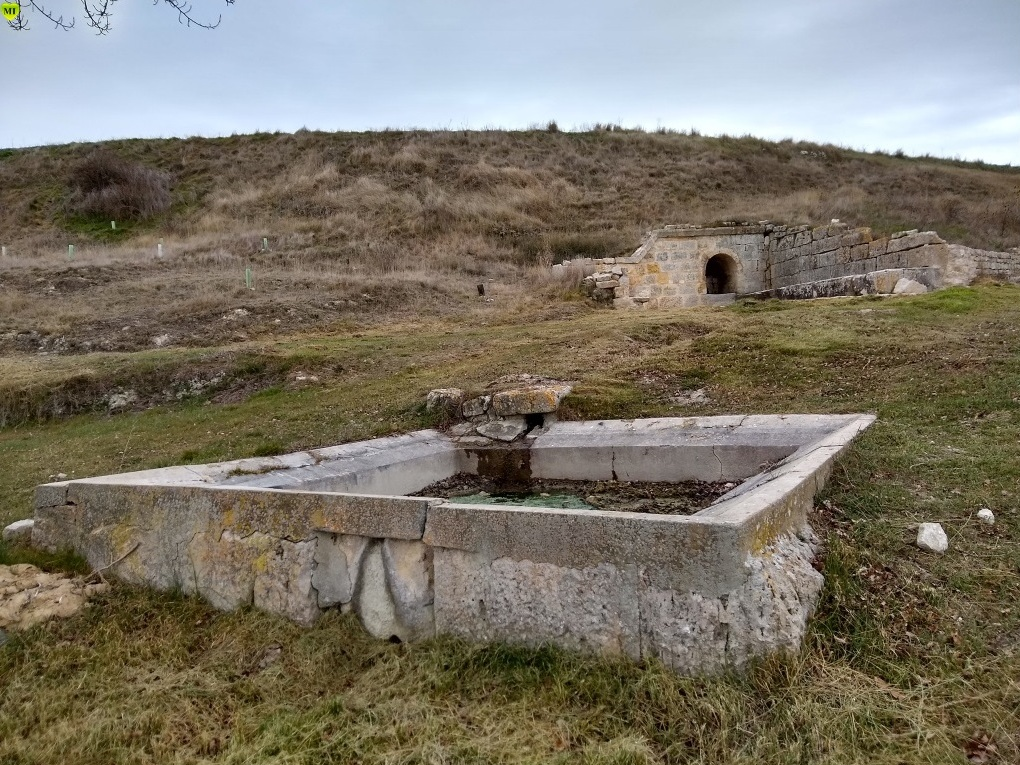
Lavadero y fuente

Santiago del Val es una localidad española de la provincia de Palencia. Pertenece al municipio de Santoyo.

## Geografía
Situada en la comarca de Tierra de Campos.

## Demografía
Evolución de la población en el siglo XXI
| Gráfica de evolución demográfica de Santiago del Val entre 2000 y 2020 |
|                                                                        |
| Población de derecho (2000-2020) según el padrón municipal del INE     |

## Economía
Agroganadera

## Historia
A la caída del Antiguo Régimen la localidad se constituye en municipio constitucional que en el censo de 1842 contaba con 18 hogares y 94 vecinos, para posteriormente integrarse en Santoyo.

### SigloXIX
Así se describe a Santiago del Val en la página 828 del tomo XIII del Diccionario geográfico-estadístico-histórico de España y sus posesiones de Ultramar, obra impulsada por Pascual Madoz a mediados del siglo XIX:

SANTIAGO DEL VAL

Lugar agregado al ayuntamiento de Santoyo, en la provincia y diócesis de Palencia (5 leguas), partido judicial de Astudillo (1), audiencia territorial y capitanía general de Castilla la Vieja (Valladolid, 13).
Situado en un valle hacia el E de la provincia, su clima es frío, combatido por el viento N y poco propenso a enfermedades.
Consta de 35 casas, inclusa la de ayuntamiento que también sirve de cárcel; escuela de primeras letras dotada con 100 ducados y concurrida por 20 niños de ambos sexos; una fuente de excelente calidad fuera de la población; iglesia parroquial (Santiago Apóstol) servida por un cura de entrada, y un convento de padres franciscos recoletos titulado de Villaritos y distante 1/2 cuarto de legua del pueblo.
El término confina por N y E con Santoyo; S Palacios del Alcor, y O Támara.
El terreno es de mediana calidad.
Los caminos son locales y en mediano estado.
La correspondencia se recibe de Palencia dos veces a la semana.
Producciones: trigo y demás cereales; se cría ganado lanar pero en corto número y caza de menor.
Industria: la fabricación de yeso y la agricultura.
Población: 18 vecinos, 94 almas.

Capital productivo: 161.050 reales. Imponible: 4.600 reales.

## Patrimonio
- Iglesia parroquial
- Palomares